# Липецка област
Липецка област (рус. Липецкая область) је конститутивни субјект Руске Федерације са статусом области на простору Средишњег федералног округа у европском делу Русије.
Административни центар области је град Липецк.

## Етимологија
Област носи име по административном центру, граду Липецку. Град Липецк је основан 1703. на месту села Мали Студенки Липски (рус.Ма́лые Студёнки Ли́пские), које се први пут спомиње у документима из XVII века. Село је име добило по Леденим кључевима (рус.Студёным ключам), сада делови града, док се реч Липовски односи на реку Липовку која тече кроз град.
Претпоставља се да име реке Липовка потиче од речи липа, листопадног дрвећа које расте поред корита реке.

## Становништво
| 1989.     | 2002.     | 2010.     |
| --------- | --------- | --------- |
| 1,230,220 | 1,213,499 | 1,173,513 |